# 加德布施
加德布施（德語：Gadebusch，發音：[ˈɡaːdəbʊʃ] ⓘ）是德国梅克伦堡-前波美拉尼亚州西北梅克伦堡县的城市，面积47.75平方千米，2023年12月31日人口为5,459人。

## 姊妹城市
- 法國 圣日耳曼迪皮
- 德国 特里陶
- 瑞典 奥莫尔
- 波蘭 恰恩庫夫